# Cantó de Treffort-Cuisiat
El cantó de Treffort-Cuisiat era una divisió administrativa francesa del departament de l'Ain. Comptava amb 9 municipis i el cap era Treffort-Cuisiat. Va desaparèixer el 2015.

## Municipis
- Chavannes-sur-Suran
- Corveissiat
- Courmangoux
- Germagnat
- Meillonnas
- Pouillat
- Pressiat
- Saint-Étienne-du-Bois
- Treffort-Cuisiat

## Història
| Data d'elecció                           | Identitat       | Partit                         | Qualitat |
| ---------------------------------------- | --------------- | ------------------------------ | -------- |
| 1945-1958                                | André Chambon   | SFIO                           |          |
| 1958-1964                                | Pierre Camus    | Divers droite                  |          |
| 1964-1974                                | Félix Guerrier  | radical                        |          |
| 1974-2001                                | Alexandre Robin | Divers droite, després UDF-CDS |          |
| 2001-2015                                | Denis Perron    | Divers gauche                  |          |
| les dades anteriors no són pas conegudes |                 |                                |          |
|                                          |                 |                                |          |

## Demografia
| A partir de 1990: Població sense dobles comptes |